# Австралийский кулик-сорока
Австралийский кулик-сорока (лат. Haematopus fuliginosus) — вид птиц из семейства куликов-сорок (Haematopidae). Эндемик Австралии, многочисленный на каменистых пляжах материка, Тасмании и островов Бассова пролива. Залётные особи встречены в Индонезии и на острове Рождества.

## Внешний вид и образ жизни
Длина тела 42—52 см с клювом около 5—8 см. Оперение чёрное, розово-красные ноги, клюв и глаза алые или оранжево-красные. Самый тяжёлый представитель рода: средняя масса около 819 г; отдельные особи достигают 980 г. Самки несколько крупнее самцов и обладают более длинными и тонкими клювами. Гнездятся среди скал или на берегу. В кладке обычно 2—3 яйца.

## Фотографии

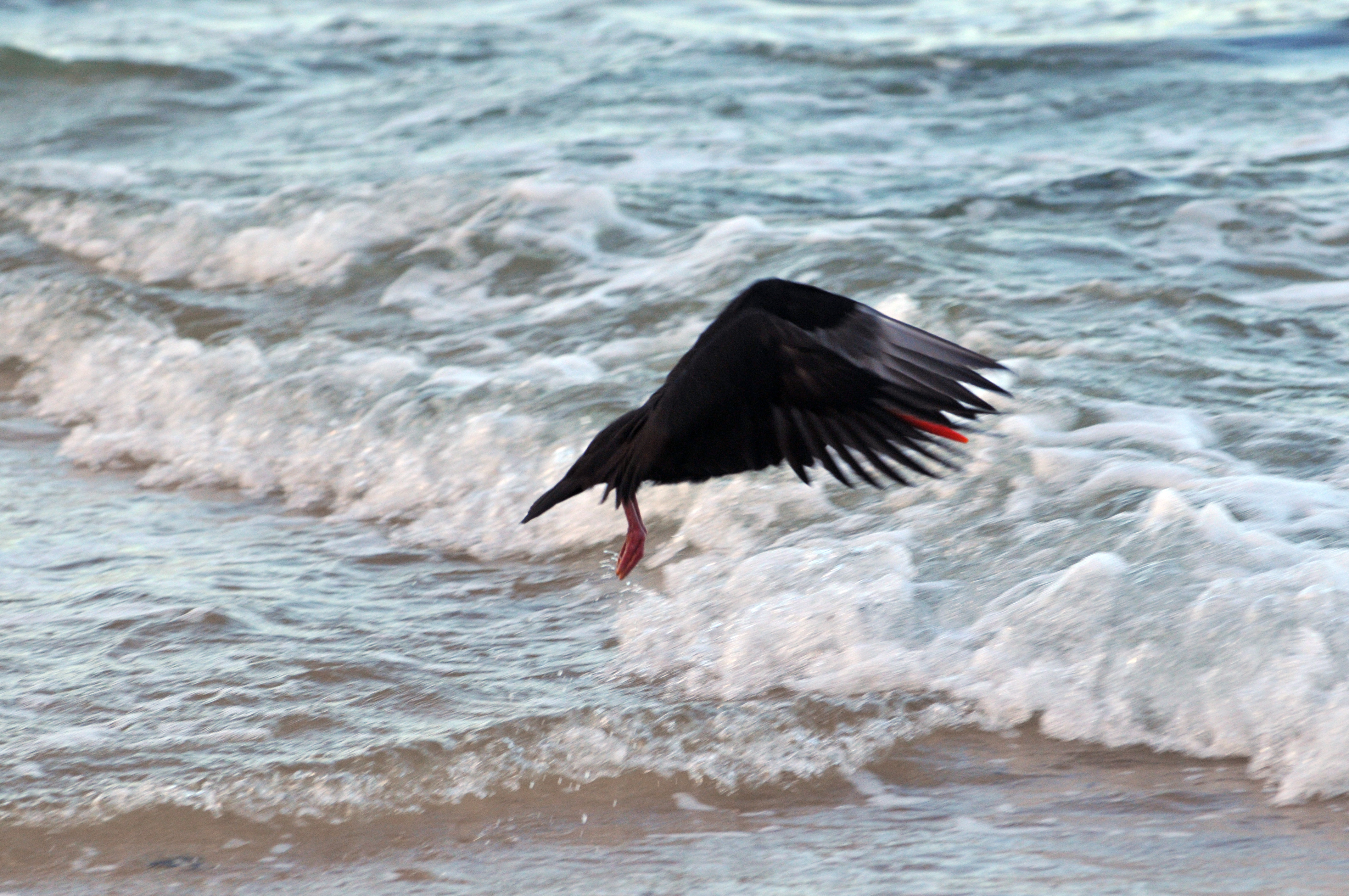
Взмах крыльями (1 из 3)
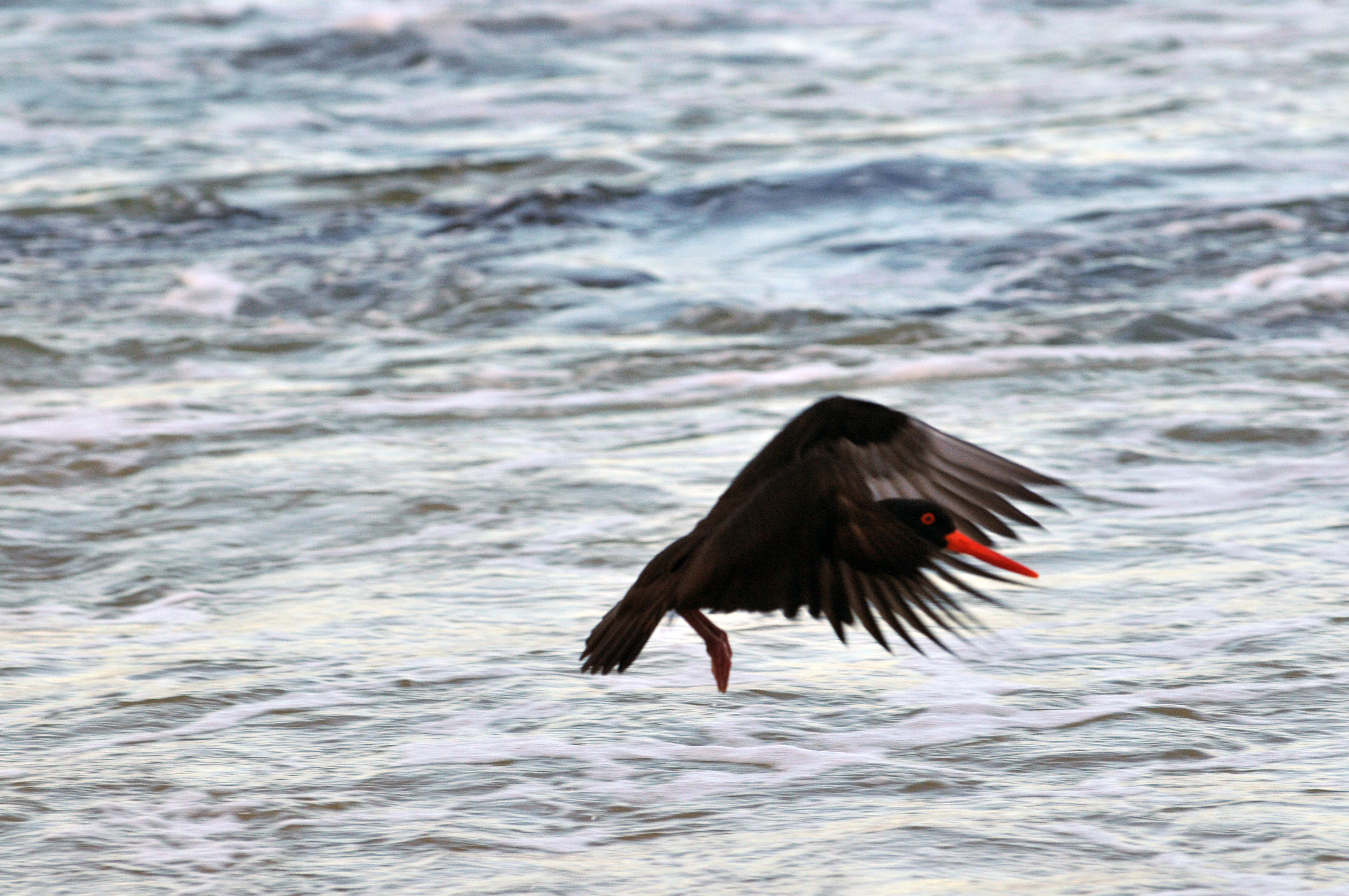
Взмах крыльями (2 из 3)
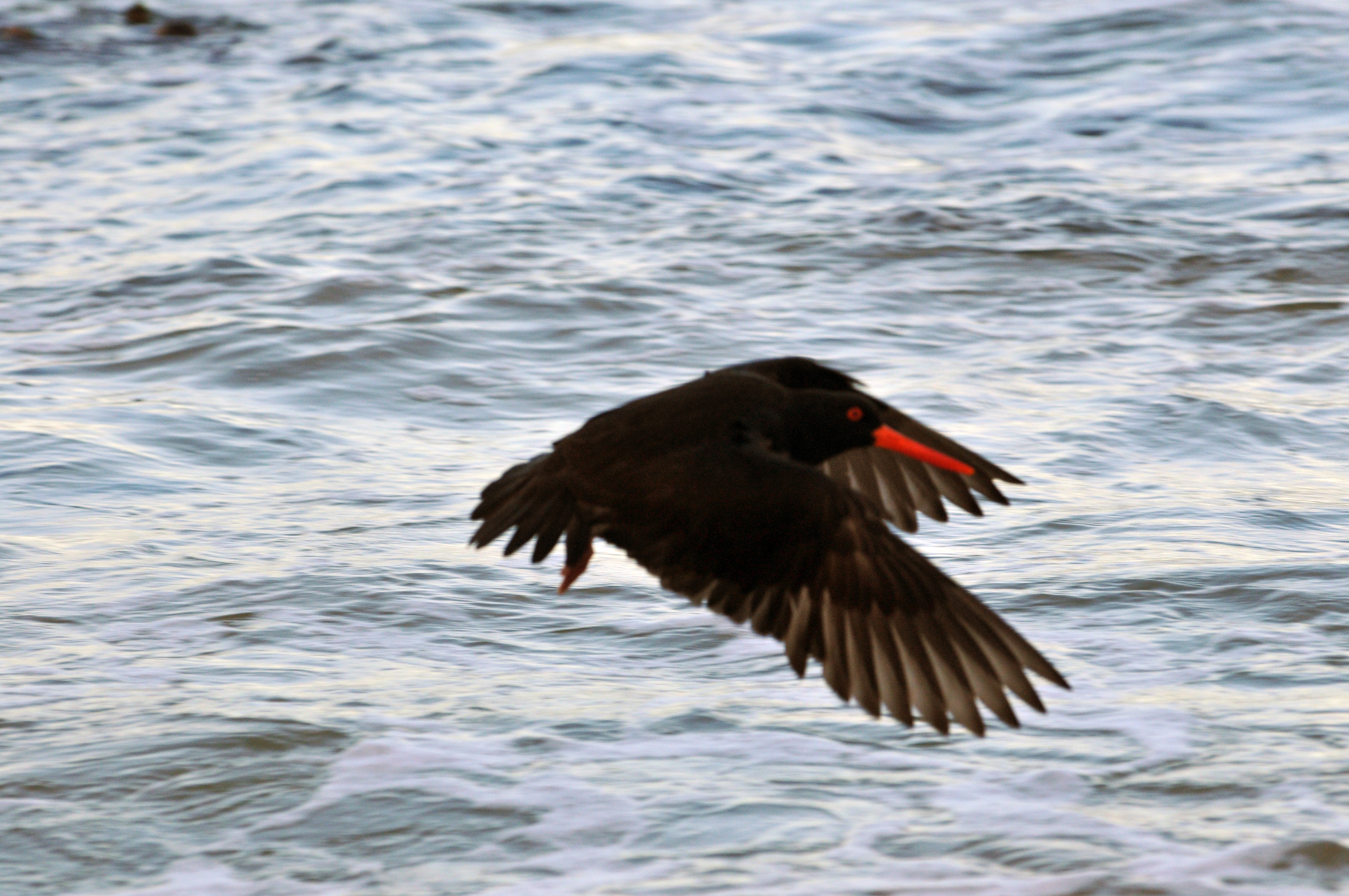
Взмах крыльями (3 из 3)